# Македонија (провинција)
Македонија (лат. Macedonia) је била римска провинција основана 146. године п. н. е., пошто је римски војсковођа Квинт Цецилије Метел поразио Андриска 148. п. н. е. у последњем у низу македонских ратова, пошто су укинуте четири клијентске републике које је Рим био раније основао на територији античке Македоније. Римска провинција обухватала је и део Епира, Тесалију и делове Пеоније. Илирије и Тракије.
Главни град провинције је био Солун.
У 3. веку или 4. веку нове ере провинција Македонија подељена је на два дела, јужни и северни. Јужни део је постао нова провинција Македонија Прима (лат. Macedonia Prima) са центром у Солуну, док је северни део постао нова провинција Македонија Секунда (лат. Macedonia Secunda) са центром у Стобију. Те су две провинције биле укључене у Македонску дијецезу, коју су још чиниле Тесалија, Епир, Ахаја и Крит. Македонска дијецеза је, заједно с Дакијском дијецезом и Панонском дијецезом, чинила Илирску префектуру, која је установљена 318. године н. е. Када је Илирска префектура 379. године подељена на Западни и Источни Илирик, македонске су провинције укључене у Источни Илирик. Након поделе Римског царства на Западно римско царство и Источно римско царство 395. године, Македонија је припала источном делу, односно Византији.

## Привреда римске Македоније
Августовим принципатом започео је у Македонији дуготрајни период мира, просперитета и благостања, премда је њена важност за економију Римског царства била мања у поређењу с важношћу њеног суседа, Мале Азије.
Економском напредовању значајно је допринела изградња Игнацијевог пута, досељавање римских трговаца у македонске градове, те оснивање римских колонија. Царска влада је, заједно с путевима и управним системом, донела економски просперитет, који је доносио корист како римском владајућем слоју тако и нижим друштвеним слојевима. Уз пространо обрадиво земљиште и богате пашњаке, владајуће породице згртале су огромна богатства у друштву заснованом на робовској радној снази.
Побољшање услова живота довело је до повећања занатлија у тој области. Каменоресци, рудари, ковачи и други упошљавани су у различитим комерцијалним делатностима. Грци су се запошљавали као васпитачи, учитељи и лекари широм Римског царства.
Извозна привреда у основи се темељила на земљорадњи и сточарству, али су се извозили и други производи, као што су гвожђе, бакар, злато, дрвна грађа итд. Додатни извор прихода биле су македонске луке, као на пример Дион, Солун и Касандрија.